# Novovasîlivka, Velîka Oleksandrivka
Novovasîlivka (în ucraineană Нововасилівка) este un sat în comuna Trîfonivka din raionul Velîka Oleksandrivka, regiunea Herson, Ucraina.

## Demografie
Componența lingvistică a localității Novovasîlivka
     Ucraineană (98,35%)
     Rusă (1,65%)
Conform recensământului din 2001, majoritatea populației localității Novovasîlivka era vorbitoare de ucraineană (98,35%), existând în minoritate și vorbitori de rusă (1,65%).